# 2003-as Formula–1 francia nagydíj
A 2003-as Formula–1 világbajnokság tizedik futama a francia nagydíj volt.

## Futam
| Helyezés | Rajtszám | Versenyző             | Csapat/Motor     | Futott kör | Idő/Kiesés oka | Rajthely | Pont |
| -------- | -------- | --------------------- | ---------------- | ---------- | -------------- | -------- | ---- |
| 1        | 4        | Ralf Schumacher       | Williams-BMW     | 70         | 1h30:49.213    | 1        | 10   |
| 2        | 3        | Juan Pablo Montoya    | Williams-BMW     | 70         | + 13.813       | 2        | 8    |
| 3        | 1        | Michael Schumacher    | Ferrari          | 70         | + 19.568       | 3        | 6    |
| 4        | 6        | Kimi Räikkönen        | McLaren-Mercedes | 70         | + 38.047       | 4        | 5    |
| 5        | 5        | David Coulthard       | McLaren-Mercedes | 70         | + 40.289       | 5        | 4    |
| 6        | 14       | Mark Webber           | Jaguar-Cosworth  | 70         | + 1:06.380     | 9        | 3    |
| 7        | 2        | Rubens Barrichello    | Ferrari          | 69         | + 1 kör        | 8        | 2    |
| 8        | 20       | Olivier Panis         | Toyota           | 69         | + 1 kör        | 10       | 1    |
| 9        | 16       | Jacques Villeneuve    | BAR-Honda        | 69         | + 1 kör        | 12       |      |
| 10       | 15       | Antônio Pizzonia      | Jaguar-Cosworth  | 69         | + 1 kör        | 11       |      |
| 11       | 21       | Cristiano da Matta    | Toyota           | 69         | + 1 kör        | 13       |      |
| 12       | 10       | Heinz-Harald Frentzen | Sauber-Petronas  | 68         | + 2 kör        | 16       |      |
| 13       | 9        | Nick Heidfeld         | Sauber-Petronas  | 68         | + 2 kör        | 15       |      |
| 14       | 18       | Justin Wilson         | Minardi-Cosworth | 67         | + 3 kör        | 20       |      |
| 15       | 12       | Ralph Firman          | Jordan-Ford      | 67         | + 3 kör        | 18       |      |
| 16       | 19       | Jos Verstappen        | Minardi-Cosworth | 66         | + 4 kör        | 19       |      |
| Ki       | 7        | Jarno Trulli          | Renault          | 45         | Motorhiba      | 6        |      |
| Ki       | 8        | Fernando Alonso       | Renault          | 43         | Motorhiba      | 7        |      |
| Ki       | 11       | Giancarlo Fisichella  | Jordan-Ford      | 42         | Motorhiba      | 17       |      |
| Ki       | 17       | Jenson Button         | BAR-Honda        | 23         | Üzemanyag      | 14       |      |

## A világbajnokság élmezőnyének állása a verseny után
| H  | Versenyzők         | Pont | H  | Konstruktőrök    | Pont |
| -- | ------------------ | ---- | -- | ---------------- | ---- |
| 1. | Michael Schumacher | 64   | 1. | Ferrari          | 104  |
| 2. | Kimi Räikkönen     | 56   | 2. | Williams-BMW     | 100  |
| 3. | Ralf Schumacher    | 53   | 3. | McLaren-Mercedes | 85   |
| 4. | Juan Pablo Montoya | 47   | 4. | Renault          | 52   |
| 5. | Fernando Alonso    | 39   | 5. | BAR-Honda        | 12   |

## Statisztikák
Vezető helyen:
- Ralf Schumacher 70 (1-70)

Ralf Schumacher 6. győzelme, 4. pole-pozíciója, Juan Pablo Montoya 7. leggyorsabb köre.
- Williams 111. győzelme.